# Тужни тропи
Тужни тропи (фр. Tristes Tropiques) су мемоари антрополога и структуралисте Клода Леви-Строса, први пут објављени у Француској 1955. године. Књига документује његова путовања и антрополошки рад, са главним фокусом на Бразил, али уз осврте и на многа друга места, попут Кариба и Индије. Иако се формално може сврстати у жанр путописа, дело је прожето филозофским размишљањима и идејама које повезују бројне академске дисциплине, као што су социологија, геологија, музика, историја и књижевност. Први енглески превод начинио је Џон Расел под насловом Свет на заласку.

## Стил
Уводна реченица, „Мрзим путовања и истраживаче“, значајна је по својој иронији. У целини, наратив је веома рефлексиван, често садржи аутокритику или критику ауторових и читаочевих претпостављених претензија, као што је жеђ за „егзотичним“.
Иако је стил писања флуидан, понекад готово разговорни, структура текста је изузетно сложена, повезујући бројна места, времена и идеје. На пример, Први део, „Крај путовања“, повезује Леви-Стросово прво путовање у Бразил 1935. године са његовим бекством из Француске у Њујорк 1941. године и његовим каснијим посетама Јужној Америци, у стилској имитацији сећања.
Леви-Строс често повезује наизглед неповезане ентитете или идеје како би нагласио поенту. На пример, у 14. поглављу упоређује древне градове у долини Инда са градовима у Сједињеним Државама средином 20. века, имплицирајући да се Мохенџо-даро и Харапа могу замислити као наговештаји савременог Чикага или Сао Паола „након дугог периода инволуције у европској кукуљици“.
Дело задржава елегичан и поетичан тон, жалећи за „изгубљеним“ Новим светом, али тај тон ублажава снажна амбиваленција — можда производ парадоксалног, идеализованог положаја антрополога као „удаљеног посматрача“ који, ипак, остаје укључен као људски учесник.
Леви-Строс износи своје процене утицаја развоја на животну средину, „смањивања“ света путем путовања и туризма, као и последичног настанка облика „монокултуре“.

## Критички пријем и утицај
Књига је добро прихваћена након објављивања. Организатори Гонкуртове награде жалили су се што нису могли да доделе Леви-Стросу награду, јер је Тужни тропи технички био сврстан у публицистику. Жорж Батај је написао повољну критику, а Сузан Сонтаг је књигу уврстила међу „велике књиге“ 20. века.